# Lällenkönig

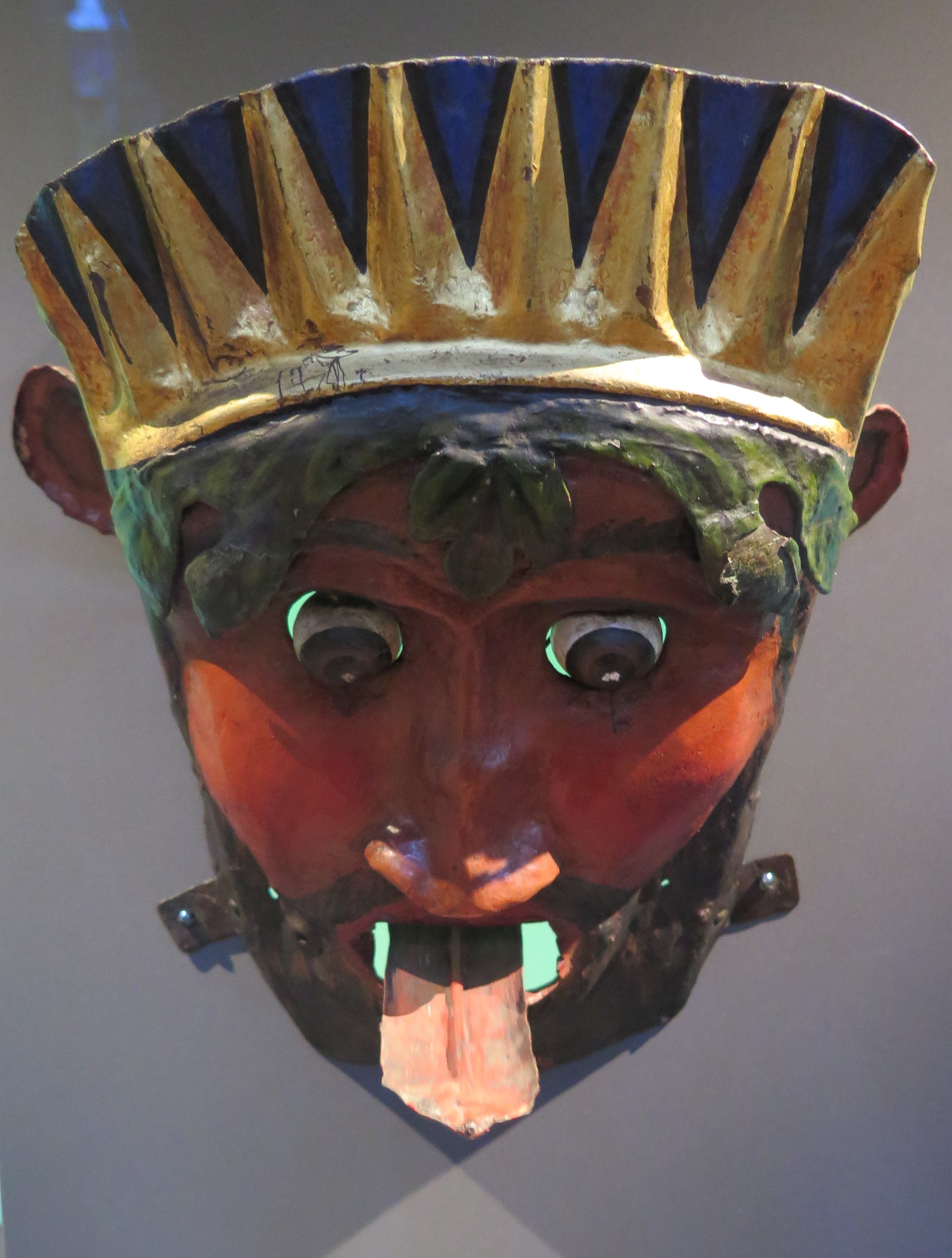
Der originale Basler Lällenkönig (Historisches Museum, Basel)

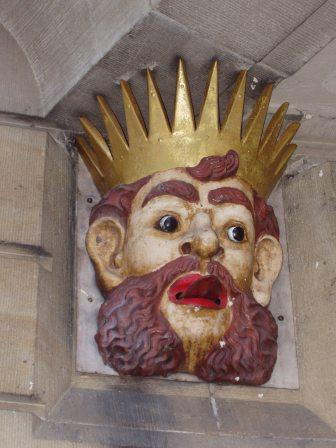
Lällenkönig nach dem Entwurf von Rosa Bratteler mit beweglichen Augen und Zunge

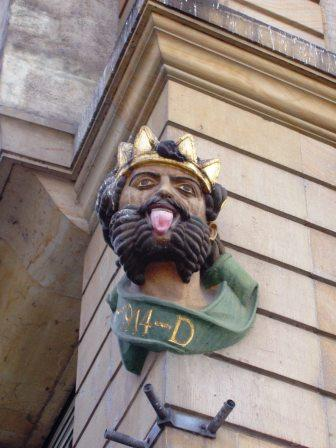
Lällenkönig aus Stein

Der Lällekönig oder Lällenkönig ist ein überlebensgrosser Kopf aus bemaltem Kupferblech mit einer Krone. Das Original war am Basler Rheintor bei der Mittleren Brücke angebracht und streckte so den Ankömmlingen die Zunge heraus. Er hatte einen Mechanismus, der ihn viermal pro Minute die Augen rollen und die Zunge herausstrecken liess, was ihm auch seinen Namen gab: «Lälli» ist ein baseldeutsches Wort für Zunge. Der Mechanismus wurde ursprünglich durch das Werk der Turmuhr angetrieben, später erhielt der König einen eigenen Antrieb. Mit der Zeit wurde der Lällekönig so etwas wie ein Stadtwahrzeichen.
Datum und Anlass der Entstehung des Lällekönigs sind unbekannt, zum ersten Mal nachgewiesen ist er 1658. Ebenso ist seine ursprüngliche Bedeutung unbekannt; es kann durchaus sein, dass es sich lediglich um einen Scherz ohne tieferen Sinn handelte. Spätere Interpretationen wie etwa die, dass er dem Kleinbasel die Zunge herausstrecke, sind wohl ins Land der Legenden zu verweisen.
In der Zeit der Helvetik wurden alle Zeichen der alten Herrschaft aus dem öffentlichen Raum verbannt, und da der Lällekönig eben ein König war, wurde auch er entfernt. Nach dem Frieden von Lunéville vom 9. Februar 1801 erhofften sich konservative Kräfte eine Rückkehr zur alten Ordnung, und der Lällekönig befand sich über Nacht wieder an seiner alten Stelle. Wer für diese Aktion verantwortlich war, blieb unbekannt; aber es handelte sich auf jeden Fall um eine ernsthafte Provokation, die grosses Aufsehen erregte. Der Lällekönig wurde umgehend wieder entfernt. In der Mediationszeit nach 1803 wurde er dann wieder angebracht. Als das Rheintor 1839 abgerissen wurde, gelangte der Lällekönig ins Historische Museum, wo er sich seither befindet.
1914 wurde an der Fassade des Hauses Schifflände 1 gegenüber der Mittleren Brücke ein bewegungsloser Lällekönig aus Stein angebracht. 1941 kam nach einem Entwurf von Rosa Bratteler ein beweglicher Lällekönig dazu, der wie das Original die Augen rollt und die Zunge herausstreckt. Es handelt sich aber nicht um eine Kopie des Originals, sondern um einen eigenständigen Entwurf. Dieser Kopf befindet sich über dem Eingang des dortigen Restaurants und funktioniert noch immer.

## Verwandtedes Lällenkönigs

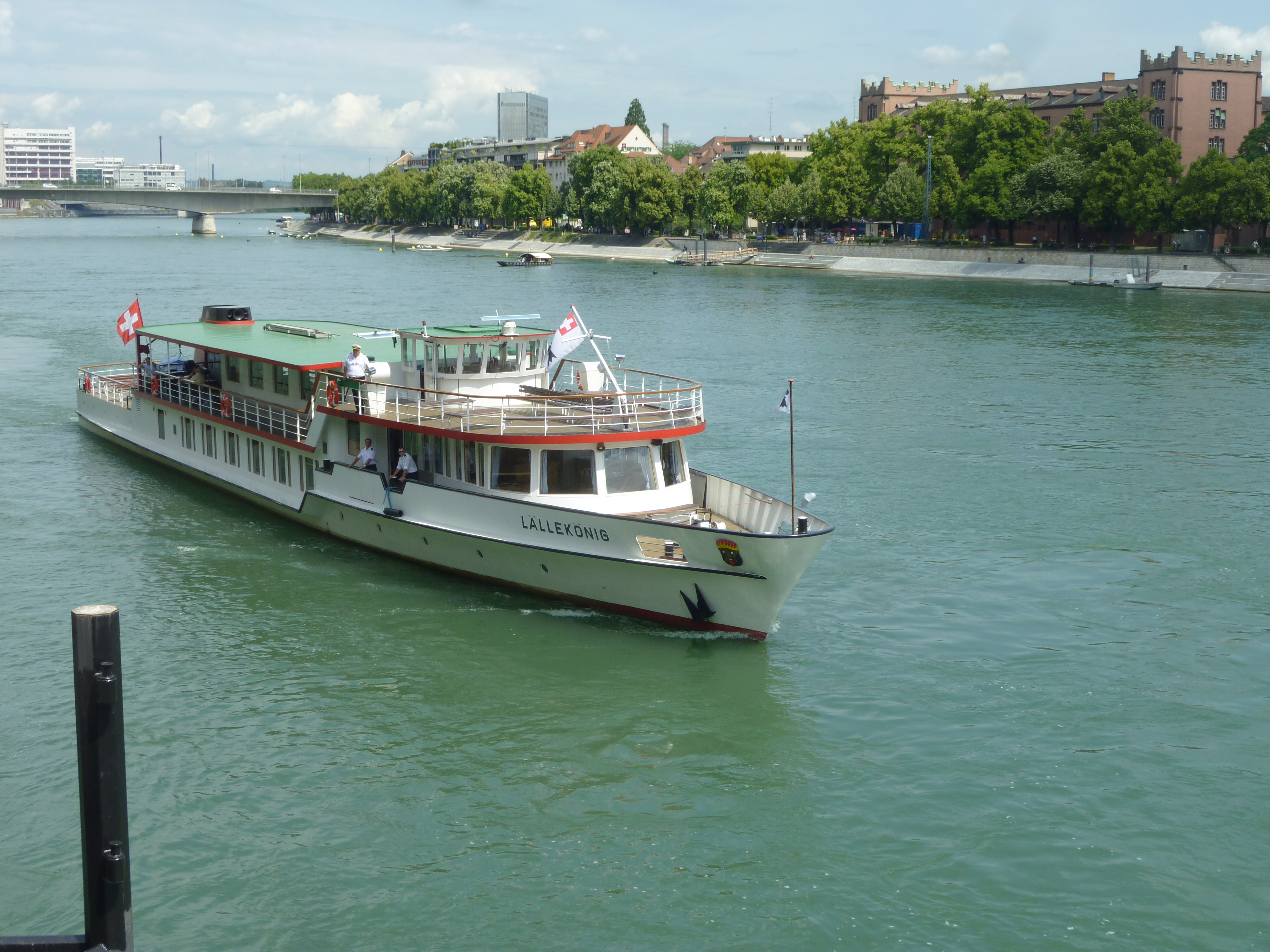
Rheinschiff Lällekönig

- Das Motorschiff Lällekönig ist ein Boot der Basler Personenschifffahrt.
- Die Lälli Clique ist eine Clique in der Basler Fasnacht.
- Die Lällequeens sind eine Basler Frauen-Lacrosse-Mannschaft.

## Fussnoten
1. ↑  Die «Verhochdeutschung» des Dialektworts ist naturgemäss nicht eindeutig.
2. ↑  Luzia Knobel: Rosa Bratteler, in: Gemeinde Lexikon Riehen.